# Robert Daniel Morris
Robert Daniel Morris (Cheltenham (graafschap Gloucestershire), 19 oktober 1943) is een Brits componist en muziekpedagoog.

## Levensloop
Morris begon zijn muziekstudies aan de befaamde Eastman School of Music en behaalde zijn Bachelor of Music met onderscheiding. Vervolgens studeerde hij aan de Universiteit van Michigan in Ann Arbor en behaalde aldaar zijn Master of Music en promoveerde in 1969 daar tot Doctor of Musical Arts in compositie en in muziekethnologie. Tot zijn docenten behoorden John La Montaigne, Leslie Bassett, Ross Lee Finney en Eugene Kurtz. Met een studiebeurs van de Margret Lee Crofts Foundation studeerde hij aan het Tanglewood Music Center bij Gunther Schuller.
Morris was docent voor compositie, elektronische muziek en muziektheorie aan de Universiteit van Hawaï in Manoa alsook aan de Yale-universiteit in New Haven (1972-1977). Aan het laatstgenoemde instituut was hij hoofd van de compositieafdeling en directeur van het Yale Electronic Music Studio. Verder doceerde hij aan de Universiteit van Pittsburgh in Pittsburgh (1977-1980) en was er directeur van het Computer and Electronic Studio. In 1980 ging hij als docent naar de Eastman School of Music. Sindsdien is hij docent voor compositie, muziektheorie en musicologie. Van 1999 tot 2005 en van 2008 tot 2011 was hij aldaar hoofd van de compositieafdeling.
Morris heeft verdere docentenwerkzaamheden aan het Philadelphia College of the Performing Arts, aan de Governor's School for the Arts van de Bucknell Universiteit in Lewisburg (Pennsylvania), aan de University of Pittsburgh Computer Music Workshop (1977-1980) in Pittsburgh en aan het Berkshire Music Center (1982).
Morris heeft een buitengewone reputatie als muziekpedagoog voor zijn voordrachten van muzikale esthetiek, carnatische muziek vanuit Zuid-India, maar ook voor zijn studie van oude Indiase, Chinese en Japanse Boeddhistische teksten.
Morris ontving talrijke internationale prijzen en onderscheidingen als componist, zoals de studiebeurzen van het National Endowment for the Arts, de A. Whitney Griswald Foundation, het American Music Center, het Hanson Institute of American Music en het American Council of Learned Societies, prijzen van het Pittsburgh Symphony Orchestra, Rochester Philharmonic Orchestra, van de Yale-universiteit, Speculum Musicae, The Society for New Music en Hartt College Festival of Contemporary Organ Music. Hij schreef meer dan 160 werken voor vele muzikale vormen en media inclusief computer en improvisatiemuziek. Meerdere van zijn composities vanaf 1970 zijn beïnvloed door niet-westerse muziek en gebruiken structurele principes van Arabische, Indiase, Indonesische en Japanse muziek. Hoewel deze invloeden in de meer recente werken niet meer zo duidelijk merkbaar zijn, zijn de ritmische en ornamentele eigenschappen van oosterse muziek een vast bestanddeel van de compositiestijl van Morris gebleven. Tot zijn huidige compositieprojecten behoort een serie met werken, die in de open lucht, in een natuurlijke omgeving uitgevoerd worden. Vijf uit deze reeks zijn in première gegaan: Playing Outside (2000), Coming Down to Earth (2002), Oracle (2005), SOUND/PATH/FIELD (2006) en Arboretum (2007-2008).

## Composities

### Werken voor orkest
- 1966 Syzygy, voor orkest
- 1969 Continua, voor orkest
- 1976 Tapestries, voor kamerorkest (verdeeld in vier ensembles)
- 1977 Interiors for Orchestra
- 1987 Clash, voor orkest
- 1997 Pilgrimage, voor orkest
- 2002 Coming Down to Earth, voor groot orkest in de open lucht (verdeeld in meerdere improviserende ensembles die rond het publiek geplaatst zijn)
- 2004 It Goes Without Saying, voor orkest
- 2005 Oracle, voor zangers en groot orkest in de open lucht - tekst: gebaseerd op de I-Ching, Chinese tekst vanuit het jaar 1150 v. Chr.[1]
- 2006 SOUND/PATH/FIELD, voor meerdere ensembles (vier koren, drie grote instrumentale ensembles, ensemble voor eigentijdse muziek, orgel en poppentheater) in de open lucht
- 2007-2008 Arboretum, voor verschillende ensembles en/of computer gegenereerde klanken in de open lucht

#### Concerten voor instrumenten/stemmen en orkest
- 1972 Streams and Willows: A Concerto, voor dwarsfluit en orkest
- 1994 Concert, voor piano en strijkorkest
- 1996 Inscape, voor bas en orkest - tekst: Gerard Manley Hopkins
- 1996 Out of Inscape, voor bas en orkest - tekst: Gerard Manley Hopkins
- 2001 Playing Outside, voor Balinese gamelan, gemengd koor, orkest en vier improvisatoren in de open lucht
- 2005 Old Forest, concert voor piano en orkest
- 2005 Quaerere et Invenire, concert voor piano en orkest

### Werken voor harmonieorkest
- 1975 In Different Voices, voor groot harmonieorkest (verdeeld in vijf blaasensembles)
- 1984 Cuts
- 1988 Concert, voor piano en harmonieorkest
- 1991 Badlands: A Concerto, voor dwarsfluit en harmonieorkest
- 2002 Safety in Numbers, voor harmonieorkest (opgedragen aan Donald Hunsberger)

### Muziektheater

#### Opera's
| Voltooid in | titel    | aktes | première | libretto |
| ----------- | -------- | ----- | -------- | -------- |
| 1977        | Hagoromo |       |          |          |

### Vocale muziek

#### Werken voor koor
- 1971 Reservoir, voor gemengd koor a capella
- 1984 Four-Fold Heart Sutra, voor bariton solo, mannenkoor, vibrafoons en piano

#### Liederen
- 1967 Forgotten Vibrations, voor sopraan, altfluit, klarinet, basklarinet, twee slagwerkers, harp, piano en strijkkwartet
- 1969 Entelechy, voor zangstem, cello, piano en elektronica
- 1971 Lorelei, voor vier sopranen, vier bassen, vier dwarsfluiten, vier cello's, piano vierhandig
- 1978 Vibhatsa, voor sopranen en altsaxofoons
- 1978 Haiku Cycle, voor sopraan en piano
- 1985 Wang River Cycle, voor mezzosopraan, dwarsfluit (ook altfluit), hobo (ook althobo), klarinet (ook basklarinet), fagot, harp, slagwerk, viool, altviool en cello - naar de "Wang River Sequence" van de schilder/dichter Wang Wei, die in de Tang-dynastie leefde (699-761)
- 1988 A Time, voor sopraan, dwarsfluit, hobo, klarinet, fagot, piano, viool, cello en contrabas
- 1993 Cold Mountain Songs, voor mezzosopraan en piano - tekst: Han Shan
- 2002 Sung Song, voor zangstem solo
- 2008 This Bubble of a Heart, voor contra-alt en strijkkwartet - tekst: Gary Snyder
- 2009 Channing Fragments, voor sopraan, dwarsfluit, klarinet, harp, piano en strijkkwartet

### Kamermuziek
- 1972 Varnam, voor vijf fluiten of hobo's, of klarinetten, of saxofoons, of violen, of altviolen, of gitaren, of piano's, of vingercimbaaltjes, of trommen
- 1965 rev.1971 Frondescence, voor dwarsfluit en piano
- 1967 Sangita '67, voor fluiten, strijkers en slagwerkers
- 1973 Motet on Doo-Dah, voor altfluit, contrabas en piano
- 1974 Not Lilacs, voor altsaxofoon, trompet, piano en drumstel
- 1974 Strata for Twelve Instrumentalists, voor dwarsfluit, hobo, klarinet, fagot, trompet, piano, slagwerk, twee violen, altviool, cello en contrabas
- 1976 The Dreamer Once Removed, voor vier trompetten en beiaard
- 1976 Strijkkwartet
- 1978 Plexus for Woodwind Quartet
- 1978 Karuna, voor cello en piano
- 1979 Tigers and Lilies, voor drie saxofoonkwartetten
- 1980 Inter Alia, voor dwarsfluit, hobo en cello
- 1980 Vira, voor dwarsfluit, tuba, crotales en gongs
- 1981 Bhakti, voor gitaar, harp en klavecimbel
- 1981 Tournament, voor twaalf of vierentwintig trombones
- 1981 Passim, voor dwarsfluit, hobo, klarinet, fagot, piano, viool, altviool en cello
- 1982 Two's Company, voor twee blaaskwartetten
- 1988 Arc, voor strijkkwartet
- 1990 A Fabric of Seams, voor dwarsfluit, klarinet, fagot, hoorn, viool, altviool en cello
- 1994 Broken Consort in Three Parts, voor altfluit/dwarsfluit/piccolo, klarinet/basklarinet, slagwerk, piano, viool en cello
- 1995 Airs, voor zes fluiten (piccolo, vier dwarsfluiten en altfluit)
- 1996 Abah Abah Tenum, voor dwarsfluit en marimba
- 2000 In Concert, voor altfluit, althobo, klarinet, fagot, hoorn, piano, viool, altviool, cello en contrabas
- 2003 "Strijkkwartet", voor twee piano's, gitaar en harp
- 2005 Wildlife, voor hobo, piano en slagwerk
- 2006 Society Sound, voor dwarsfluit, hobo, klarinet, piano, viool en cello
- 2007 Roundelay, voor dwarsfluit, klarinet, slagwerk, piano, viool en cello
- 2008 Four Tangled Groves, voor viool, trompet, altviool, althobo, trompet, viool, dwarsfluit, altsaxofoon, cello, sopraansaxofoon, fagot en contrafagot
- 2009 Allegro Appassionato, voor strijkkwartet
- 2009 Birthday Allegro, voor dwarsfluit, altfluit, basklarinet, vibrafoons en celesta
- 2011 Quattro per Quattro, voor strijkkwartet

### Werken voor orgel
- 1976 Curtains, voor orgel en geluidsband

### Werken voor piano
- 1964 Hototogisu, voor twee piano's
- 1967 Tusk
- 1967 Night Vapors
- 1968 Cairn
- 1970 Head
- 1970 Phrases
- 1974 Variations on the Variation of the Quadran Pavan and the Quadran Pavan by Bull and Byrd, voor twee piano's
- 1977 Bhayanaka, voor piano vierhandig
- 1978 Either Ether
- 1979 Allies, voor piano vierhandig
- 1985 Alter Egos
- 2001 Meandering River
- 2002 Rock Garden
- 2003 Clearing
- 2003 Cañon
- 2004 Hello World
- 2006 Each Time
- 2007 Precious Stones
- 2008 strange flowers, occasional storms

### Werken voor klavecimbel
- 1979 Arabesque
- 1983 Ordre

### Werken voor harp
- 1962 rev.1994 Sonata in D
- 1962 rev.1994 Sonata in E
- 1963 rev.1994 Sonata in G
- 1966 Incidental Music
- 1996 Cora Chorus, voor drie harpen of een veelvoud daarvan

### Werken voor gitaar
- 2003 Après vous

### Werken voor slagwerk/percussie
- 1975 Bob's Plain Bobs, voor vier slagwerkers en geluidsband
- 1999 Vignette, voor marimba solo
- 2004 Twelve Bell Canons, voor glockenspiel solo
- 2005 microtunes, voor glockenspiel solo
- 2007 Stream Runner, voor marimba met of zonder slagwerkensemble

### Elektronische muziek
- 1971 ...Delay..., voor strijktrio en bandrecorder-vertragingssysteem
- 1971 rev. 1973/2010 Rapport, voor elektronische muzieksynthesizer, tevoren opgenomen geluidsband en bandrecorder-vertragingssysteem
- 1971 Lissajous, voor elektronische muziek synthesizer en bandrecorder-vertragingssysteem
- 1973 Thunder of Spring over Distant Mountains, voor quadrofonisch elektronische muziek
- 1978 Flux Mandala, voor quadrofonisch elektronische muziek
- 1980 Ghost Dances, voor fluiten en bandrecorder-vertragingssysteem
- 1981 Proteus Rebound, voor quadrofonisch elektronische muziek
- 1981 rev.1989 Aubade, voor computer
- 1982 rev.1989 Exchanges, voor computergegenereerde geluidsband
- 1985 rev.1992 Night Sky Scroll, voor computergegenereerde geluidsband
- 1986 Amid Flock and Flume, voor dwarsfluit en computergegenereerde geluidsband
- 1991 To the Nine, voor gitaar en geluidsband
- 1998 Entanglements, voor altviool en computergegenereerde klanken
- 1999 On the Go, voor klarinet en computergegenereerde klanken
- 2003 Wye, voor sopraan en computergegenereerde klanken

## Publicaties
- Composition with Pitch-Classes: A Theory of Compositional Design, New Haven (Connecticut): Yale University Press, 1987. In 1988 werd hem voor dit werk de prijs van de Society for Music Theory’s Distinguished Publication toegekend.
- Class Notes for Atonal Music Theory (1991, Frog Peak)
- Advanced Class Notes for Atonal Music Theory (2004, Frog Peak)
- Voice Leading Spaces, in: Music Theory Spectrum, 20/2.
- The Whistling Blackbird: Essays and Talks on New Music, University of Rochester Press, December 2010.